# Musée Crozatier

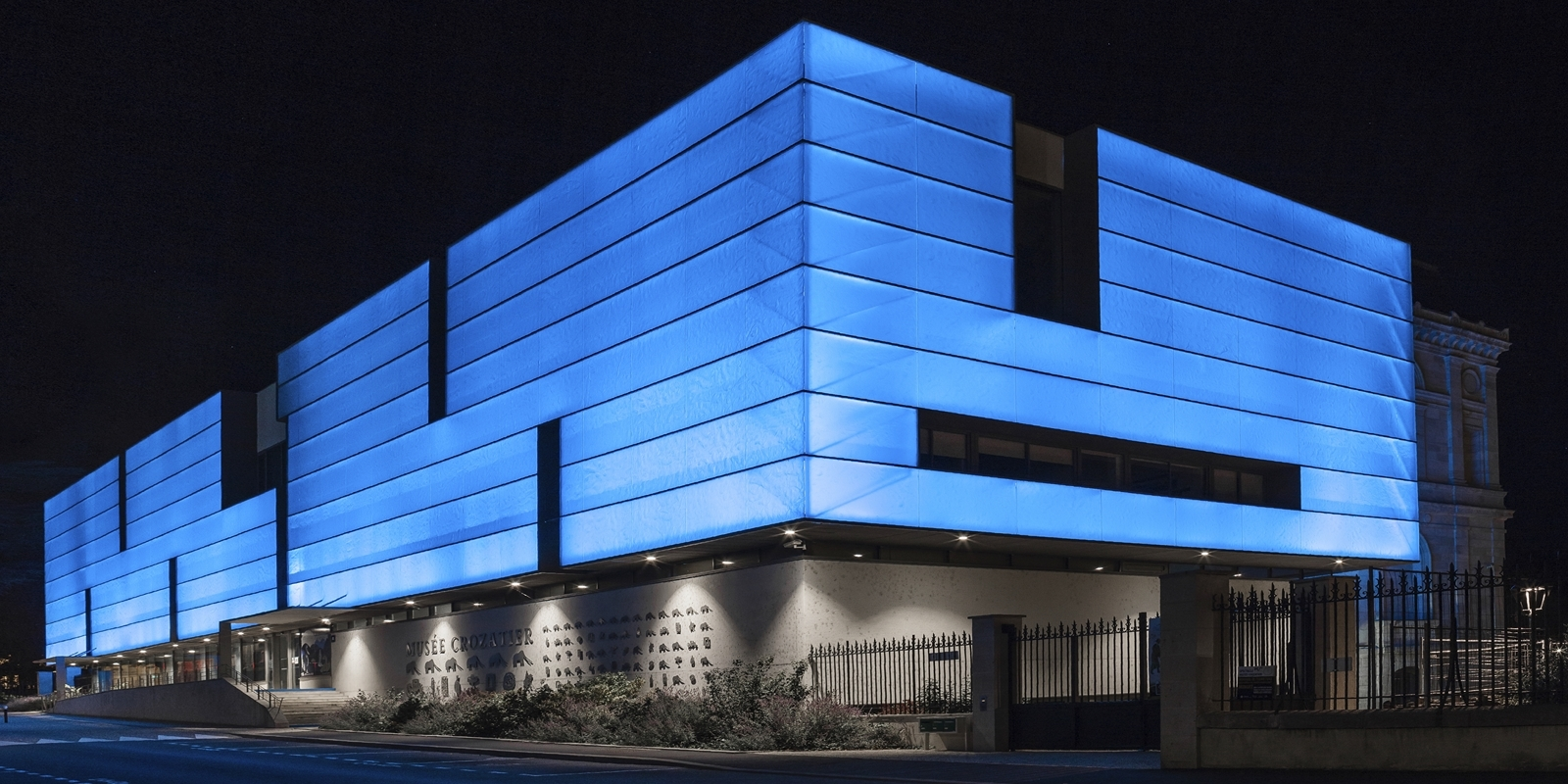
Straßenfront mit modernem Vorbau bei Nacht

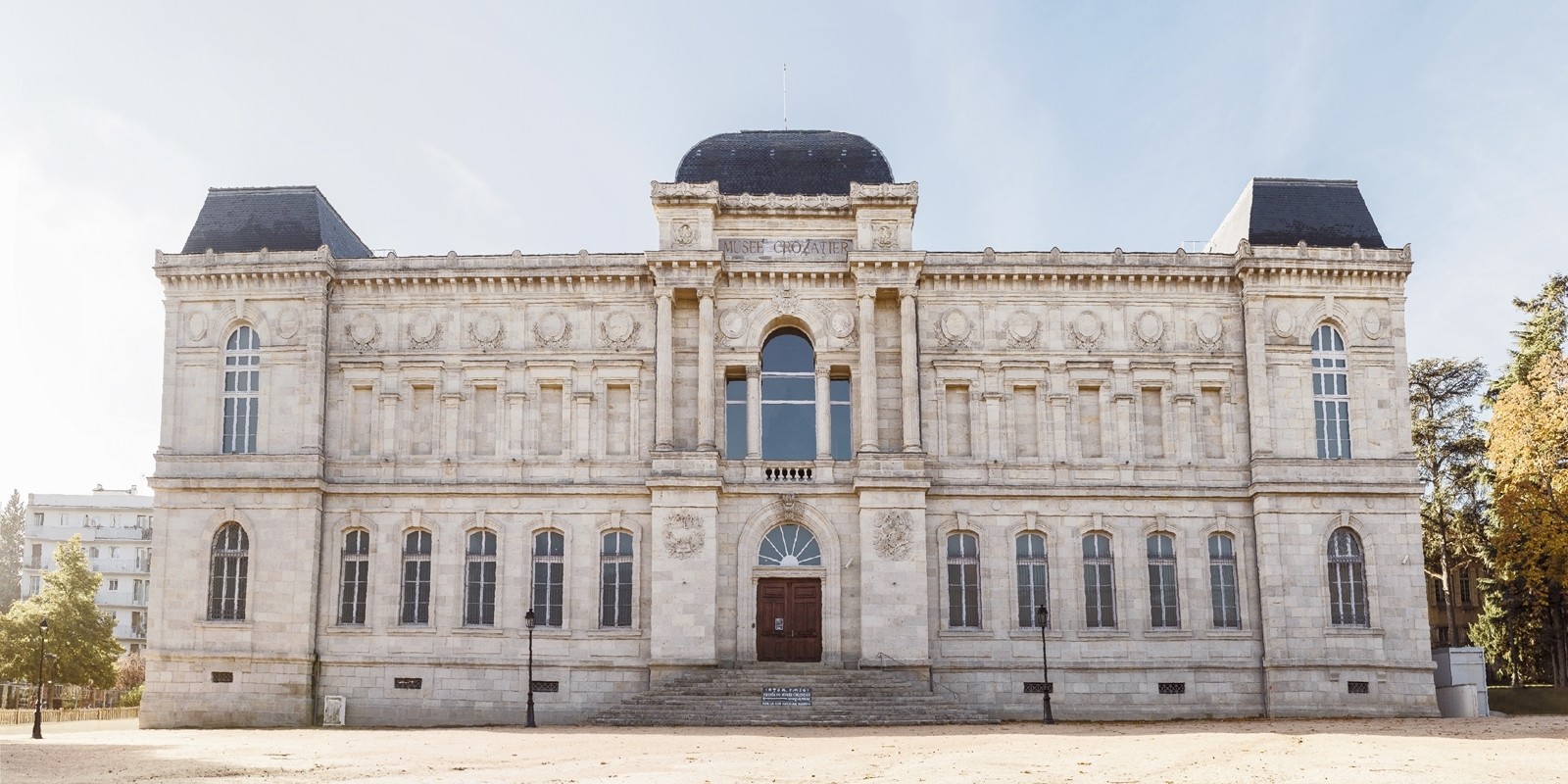
Gartenfassade

Das Musée Crozatier ist ein kunst- und kulturgeschichtliches Museum in Le Puy-en-Velay im französischen Département Haute-Loire. Es hat den Status eines Musée de France.

## Geschichte
1819 beauftragte Präfekt Armand de Bastard den Vicomte Gabriel de Becdelièvre mit der Suche nach geeigneten Objekten für die Einrichtung eines Museums in der profanierten Kirche des Nonnenklosters Sainte-Marie (heute Centre Pierre-Cardinal) in der Oberstadt von Puy-en-Velay. Das Museum wurde schon 1820 eröffnet und rasch erweitert. Seine Verwaltung übernahm die Société académique du Puy-en-Velay et de la Haute-Loire. Der Sammlungsbestand umfasste die drei Sektionen Kunst- und Kulturgeschichte (Antiquitäten, Medaillen, Statuen, Gemälde, Zeichnungen und Stiche), Mineralogie und Zoologie.
Mit dem Zugang weiterer Objekte wurde der bisherige Standort zu klein. Der Gemeinderat beschloss daher 1848 einen Museumsneubau. Das Gebäude nach Plänen des Departementsarchitekten Achille Normand wurde 1851 eingeweiht. Da sich schon bald wieder Platzmangel zeigte, wurde schon nach wenigen Jahren eine Erweiterung beschlossen. Der Bildhauer und Mäzen Charles Crozatier vermachte der Stadt 100.000 Francs für einen Neubau. Die Pläne lieferte der Architekt Antoine Martin. 1868 wurde das neue klassizistische Museumsgebäude mit Fassade zum Jardin Henri Vinay eingeweiht. Es trägt seither den Namen seines Stifters Crozatier.
2013 bis 2018 wurde das Museum grundlegend renoviert und umgestaltet. Das historische Gebäude erhielt einen modernen Vorbau aus Glas nach einem Entwurf von Beaudoin Architectes aus Nancy. 2016 übernahm die Communauté d'Agglomération du Puy-en-Velay die Trägerschaft. Im Juli 2018 wurde das Museum wieder eröffnet.

## Sammlungen
Auf einer Ausstellungsfläche von 2800 m² werden heute Exponate aus den Bereichen Kunst und Archäologie, Naturgeschichte, Geschichte der Stadt Le Puy-en-Velay und lokales Handwerk gezeigt. Die Sammlungen umfassen rund 160.000 Objekte von der Vorgeschichte bis ins 20. Jahrhundert, darunter etwa 100.000 Spitzenstoffe.